# Bassoles-Aulers
Bassoles-Aulers é uma comuna francesa na região administrativa de Altos da França, no departamento de Aisne. Estende-se por uma área de 7,03 km². Em 2010 a comuna tinha 142 habitantes (densidade: 20,2 hab./km²).